# 長棘毛唇隆頭魚
長棘毛唇隆頭魚，為輻鰭魚綱鱸形目隆頭魚亞目隆頭魚科的其中一種，被IUCN列為易危保育類動物，分布於西大西洋區，從加拿大新斯科細亞省至南美洲北部海域，棲息深度3-30公尺，體長可達91公分，棲息在珊瑚生長的礁石區，屬肉食性，以軟體動物、甲殼類、海膽等為食，生活習性不明，可做為食用魚及觀賞魚，有雪卡魚毒的紀錄。